# Deathspell Omega
Deathspell Omega — це французький black metal гурт. У текстах гурту переважно оспівується сатанізм на його метафізичному рівні, бо гурт зазначає, що «всі інші бачення Сатани є інтелектуально хибними», та інші теологічні теми. Наразі музиканти закінчили серію з трьох концептуальних альбомів, які спрямовані показати теологічні аспекти стосунків людини з Богом та Сатаною. Гурт видав свій шостий альбом The Synarchy of Molten Bones 8 листопада 2016 року. На деякі екзистенційні тексти гурту мали вплив ідеї французького сюреаліста Жоржа Батая та німецького філософа-ідеаліста Ґеорґа Вільгельма Фрідріха Геґеля.

## Дискографія

### Студійні записи
- Infernal Battles (2000)
- Inquisitors of Satan (2002)
- Si monvmentvm reqvires, circvmspice (2004)
- Fas — Ite, Maledicti, in Ignem Aeternum (2007)
- Paracletus (2010)
- The Synarchy of Molten Bones (2016)

### Збірки
- Manifestations 2000—2001 (2008, collection of material originally released on LP on the splits with Moonblood and Mütiilation and the Black Metal Blitzkrieg compilation)
- Manifestations 2002 (2008, eight previously unreleased tracks, initially written for the Crushing the Holy Trinity compilation and a planned split with Cantus Bestiae)

### Епі
- Kénôse (2005)
- Veritas Diaboli Manet in Aeternum: Chaining the Katechon (2008), freestanding release of the band's contribution to the split album with S.V.E.S.T.
- Mass Grave Aesthetics (2008), originally released in 2005 on the 'From the Entrails to the Dirt' split.
- Diabolus Absconditus (2011), originally released in 2005 on the 'Crushing the Holy Trinity' split.
- Drought (2012)

### Спліти
- Clandestine Blaze / Deathspell Omega — Split (2001)
- Sob A Lua Do Bode / Demoniac Vengeance (2001, split LP with Moonblood)
- Split with Mütiilation (2002)
- From the Entrails to the Dirt (Part III) (2005, split LP with Malicious Secrets)
- Crushing the Holy Trinity (Part I: Father) (2005, V/A LP with Stabat Mater, Clandestine Blaze, Musta Surma, Mgła, and Exordium)
- Veritas Diaboli Manet in Aeternum (2008, split EP with S.V.E.S.T.)

### Демонстраційні записи
- Disciples of the Ultimate Void (1999, entire release is included as the final four tracks of the band's first album, Infernal Battles)

### З'являлися у компіляціях
- «Black Crushing Sorcery» on Black Metal Blitzkrieg (2001, End All Life Productions)

### Бокс сети
- Untitled 5LP vinyl box (2009): includes Infernal Battles, Inquisitors of Satan, Manifestations 2000—2001, Manifestations 2002, and the band's side of the split with Clandestine Blaze.
- Untitled 7LP vinyl box (2012): includes Si Monumentum Requires, Circumspice, Kénôse, Diabolus Absconditus, Mass Grave Aesthetics, Fas — Ite, Maledicti, in Ignem Aeternum, Chaining the Katechon, Paracletus, and Drought